# 魔神英雄傳 七魂的龍神丸
《魔神英雄傳 七魂的龍神丸》是由SUNRISE製作的日本網路動畫。魔神英雄傳系列第四部作品，2020年4月10日開始在YouTube「BANDAI SPIRITS」播放，本作分為前篇4話、後篇5話，共播放9話。七魂的龍神丸故事時間線應該發生在魔神英雄傳2續作OVA「永恆傳說」之後，並延續魔神英雄傳2設定，故超魔神英雄傳相關所有設定在本作並不會存在。
2021年10月31日宣佈將於2022年1月7日 - 1月27日為期三週上映特別篇《七魂的龍神丸 -再會-》（日语：魔神英雄伝ワタル 七魂の龍神丸 -再会-），並補上本篇中缺失的幻龍丸、龍激丸篇。

## 故事
曾拯救創界山跟星界山的救世主戰部渡，在遭遇最強之敵多巴茲達後失去龍神丸這個搭檔，後在夢中聽見龍神丸的呼喊下，與夥伴前往逆轉的創界山「無想界山」尋找龍神丸的碎片。

## 主題曲
片頭曲1「STEP」（第1話－第4話）
作詞、作曲：立花瞳，編曲：志熊研，歌：a・chi-a・chi
片頭曲2「Fight!」（第5話－第9話）
作詞：小澤幸代，作曲：伊藤薫，編曲：根岸貴幸，歌：高橋由美子
片尾曲1（第1話－第4話）
作詞：，作曲：池毅，編曲：志熊研，歌：a.chi-a.chi
片尾曲2（第5話－第9話）
作詞：山本秀行，作曲：瀬井広明，編曲：萩田光男，歌：高橋由美子

## 各話列表
由於受到2019冠狀病毒病日本疫情的影響，預定在5月8日播放的第3集與5月22日播放的第4集延期播出。
| 話數  | 日文標題 | 中文標題                   | 發佈日期       |
| ----- | -------- | -------------------------- | -------------- |
| 第1話 |          | 站起來吧！救世主           | 2020年4月10日  |
| 第2話 |          | 傳訊人是誰？                     | 2020年4月24日  |
| 第3話 |          | 龍蒼丸，空中決戰！         | 2020年6月19日  |
| 第4話 |          | 紅色閃光！二重叉字斬！         | 2020年6月26日  |
| 第5話 |          | 激鬥！結婚？風雲鐵皮魔城！ | 2020年9月25日  |
| 第6話 |          | 閃耀吧！聖龍之力！         | 2020年10月9日  |
| 第7話 |          | 歡笑、哭泣、大吵一架！？   | 2020年10月23日 |
| 第8話 |          | 兩顆心與最後的碎片         | 2020年11月6日  |
| 第9話 |          | 夢的盡頭，彩虹的彼端       | 2020年11月20日 |

## 製作

### 劇情
本作故事時間線應該發生在魔神英雄傳2續作OVA「永恆傳說」之後，並延續魔神英雄傳2設定，故超魔神英雄傳相關所有設定在本作並不會存在。因為原作最終武器光龍劍是在「永恆傳說」最後一集，跟閻羅王對打時斷掉，故本作並無光龍劍可以使用，但本作一開始戰部渡手上持有魔神英雄傳本傳後期跟多惡達決鬥時斷裂的王者之劍，能修復的原因不明。
跟魔神英雄傳2本身就是平行世界的超魔神英雄傳，因超魔神英雄傳相關所有設定在本作並不會存在。

### 製作人員
- 原作：矢立肇
- 企劃、製作：SUNRISE
- 導演：神志那弘志

## 電影版
2021年10月31日宣佈將於2022年1月7日至27日為期三週上映特別篇《七魂的龍神丸 -再會-》（日语：魔神英雄伝ワタル 七魂の龍神丸 -再会-），並補上本篇中缺失的幻龍丸、龍激丸篇。2022年4月22日台灣上映電影。

## 外部連結
- 官方網站 （页面存档备份，存于）（日語）
- 魔神英雄傳系列官方網站 （页面存档备份，存于）（日語）
- YouTube上的BANDAI SPIRITS頻道（日語）
- YouTube上的魔神英雄傳 七魂的龍神丸播放列表（日語）
- 魔神英雄傳 七魂的龍神丸的X（前Twitter）（日語）